# Dietrich Eggert
Dietrich Eggert (* 8. November 1940 in Neumünster; † 12. Januar 2022 in Hannover) war ein deutscher Psychologe und Hochschullehrer.

## Leben
Er studierte von 1960 bis 1965 Psychologie, Soziologie und Publizistik an den Universitäten Hamburg und Berlin (1965 das Diplom in Psychologie). Nach der Promotion in Psychologie am 24. Oktober 1969 an der Universität Düsseldorf 1971 wurde er auf die Professur für Sonderpädagogische Psychologie an der Pädagogischen Hochschule Hannover berufen. Die Denomination wurde 1973 in „Psychologie der Behinderten“ geändert. Von 1988 bis 1990 und von 2000 bis 2002 war er Dekan des damaligen Fachbereichs Erziehungswissenschaften. 2006 wurde er emeritiert.

## Schriften (Auswahl)
- Tests für geistig Behinderte. Weinheim 1970, OCLC 14429797.
- DMB, diagnostisches Inventar motorischer Basiskompetenzen bei lern- und entwicklungsauffälligen Kindern im Grundschulalter. Dortmund 1993, ISBN 3-86145-028-3.